# Филе миньон
Филе миньон (на френски: Filet mignon – буквално „нежно, деликатно или фино филе“) е разфасовка от месо, взета от по-малкия край на филето или от мускулите psoas major на животно. На френски термина може да се отнася до филе на няколко животни, но най-често се използва за разфасовки от говеждо филе.
Филето се движи по двете страни на гръбначния стълб и обикновено се отделя като две дълги змийски разфасовки месо. Филето понякога се продава цяло. Филе миньонът обикновено представлява парче, взето от по-тънкия край на филето. Често е най-нежното и постно парче. Филе миньонът често има по-мек вкус от другите разфасовки месо и като такъв често се гарнира със сос или се увива с бекон.
Поради малкото количество филе миньон, което може да бъде заклано от всяко животно, това обикновено е най-скъпото месо.

## Употреба
Във Франция терминът „филе миньон“ се използва за означаване на свинско месо. В Северна Америка (напр. САЩ) – говеждо филе. Разфасовката филе миньон има различни имена в Европа, например:
- filet de bœuf на френски
- fillet steak във Великобритания
- filéstek на шведски
- filetsteak на немски
- filete на испански
- filé mignon на португалски
- filee steik на естонски
- filetbiff на норвежки

## Галерия
- Графика със свинско филе миньон
- Половин свинско филе (връх)
- Говеждо филе като пържоли
- Свинско филе миньон, готвене в тиган
- Традиционно филе миньон с аспержи
- Филе миньон с картофено пюре, зелен фасул и гъби.
- Филе миньон в бекон с броколи